# Pareronia
Pareronia is een geslacht in de orde van de Lepidoptera (vlinders) familie van de Pieridae (Witjes).
Pareronia werd in 1907 beschreven door Bingham.

## Soorten
Pareronia omvat de volgende soorten:
- Pareronia anais - (Lesson, 1837)
- Pareronia argolis - (Felder, C & R Felder, 1860)
- Pareronia boebera - (Eschscholtz, 1821)
- Pareronia ceylanica - (Felder, C & R Felder, 1865)
- Pareronia gulussa - Fruhstorfer, 1910
- Pareronia iobaea - (Boisduval, 1832)
- Pareronia kyokoae - Nishimura, 1996
- Pareronia nishiyamai - Yata, 1981
- Pareronia phocaea - (Felder, C & R Felder, 1861)
- Pareronia tritaea - (Felder, C & R Felder, 1859)
- Pareronia valeria - (Cramer, 1776)